# Ratpenat de Minahassa
El ratpenat de Minahassa (Pipistrellus minahassae) és una espècie de ratpenat de la família dels vespertiliònids que es troba a Indonèsia.